# Transwede Airways
Transwede Airways war eine schwedische Fluggesellschaft mit Sitz in Göteborg, die von 2004 bis 2010 bestand.

## Geschichte
Die norwegische Fluggesellschaft Braathens hatte sich im September 1996 zur Hälfte an der schwedischen Fluggesellschaft Transwede Airways beteiligt. Im März 1998 übernahm Braathens diese Fluggesellschaft gänzlich und benannte sie am 1. April 1998 in Braathens Sverige um. Nach der Umfirmierung des Unternehmens besaß Braathens weiterhin die Rechte an der Marke Transwede Airways.
Ab dem Jahr 2004 betätigte sich die Braathens-Gruppe im Wet-Leasing-Bereich und nutzte den Markennamen Transwede Airways für dieses Geschäftsfeld. Am 29. März 2005 erhielt das in Göteborg ansässige Unternehmen seine Betriebserlaubnis. Der erste Flug erfolgte am 8. Mai 2005 mit einer Avro RJ70 (EI-COQ) im Auftrag der Regionalfluggesellschaft Gotlandsflyg auf der Strecke von Stockholm/Bromma nach Visby. Bei Bedarf wurde dieses Flugzeug auch von der Schwestergesellschaft Malmö Aviation genutzt, die ebenfalls zum Braathens-Konzern gehört.
Am 13. Februar 2006 führte Transwede erstmals Flüge für Scandinavian Airlines vom Flughafen Stockholm/Arlanda zum Flughafen London-City durch. Danach zählte die Fluggesellschaft zu den wichtigsten Kunden des Unternehmens. Transwede unterhielt Niederlassungen in Oslo, Stockholm und Mailand.
Im März 2010 wurde bekannt gegeben, dass Transwede zum 31. März 2010 alle Geschäftsaktivitäten einstellt. Grund sei die schwierige Situation auf dem Charter- und Leasingmarkt infolge der Wirtschaftskrise. Die Flugzeuge der Gesellschaften wurden an die Leasinggeber beziehungsweise an das Schwesterunternehmen Malmö Aviation überstellt. Ebenso wurden die Betriebslizenzen abgegeben.

## Flugziele
Transwede betrieb ihre Flugzeuge im so genannten Wet-Lease für andere Fluggesellschaften. Des Weiteren wurden vereinzelt auch Charterflüge angeboten. Das Unternehmen besaß einen eigenen ICAO- und IATA-Code sowie ein eigenes Rufzeichen, führte aber die Flüge der Transwede unter dem Namen und der Flugnummer des jeweiligen Leasingnehmers durch. Bis Juli 2008 wurden fünf der sechs vorhandenen Flugzeuge im Auftrag von Scandinavian Airlines betrieben. Ein weiterer Leasing-Nehmer war die italienische Fluggesellschaft Air One, mit der man am 6. Oktober 2006 einen langfristigen Vertrag über den Einsatz einer Avro RJ70 abschließen konnte. Dieses Flugzeug war auf dem Flughafen London-City stationiert, wo das Unternehmen eine eigene Basis eingerichtet hatte.

## Flotte
Mit Stand August 2009 bestand die Flotte der Transwede Airways aus fünf Flugzeugen:
- 3 Avro RJ70
- 2 Avro RJ85

Mit Stand September 2010 waren keine Flugzeuge mehr auf Transwede registriert.